# Mwingi (huyện)
Huyện Mwingi là một huyện thuộc tỉnh Eastern ở Kenya. Theo điều tra dân số ngày 24 tháng 8 năm 1999, huyện này có dân số 303828 người. Huyện Mwingi có diện tích 10030 km². Huyện lỵ đóng tại Mwingi.